# Déviation de la verticale
La déviation de la verticale (DV) est l'angle entre la verticale (déterminée par la pesanteur) et la perpendiculaire à l'ellipsoïde terrestre.  
La déviation de la verticale résulte du relief et des anomalies internes de densité de la Terre.
DV est un vecteur (composantes ξ, η), qui caractérise la différence entre zénith astronomique (φ, λ) et zénith ellipsoïdique ou géodésique (B, L) :
ξ = φ - B = différence de la latitude
η = (λ - L).cosφ = (différence de la longitude).cosφ

A : géoïde
B : ellipsoïde
C : ligne équipotentielle
D : zénith astronomique (fil à plomb)
E : zénith ellipsoïdal
F : angle de déviation verticale

La latitude géodésique est l'angle que fait localement la normale à l'ellipsoïde de référence avec le plan équatorial. La latitude astronomique est l'angle que fait la verticale du lieu (perpendiculaire localement au géoïde) avec le plan équatorial ; c'est elle que l'on peut mesurer directement à partir d'observations.
Comme le géoïde n'est pas parfaitement assimilable à un ellipsoïde, DV varie en fonction du lieu ; il peut valoir entre 10" (plaines) et 50" (montagnes).
La valeur de la déviation de la verticale en un lieu varie légèrement suivant l'ellipsoïde choisi (voir système géodésique).
On lira avec intérêt cet article du Bulletin d’information scientifique et technique de l’IGN n° 75.